# Lijst van gastrollen in Friends
Dit is een lijst van gastrollen in Friends (televisieserie, 1994–2004).

## Lijst A-F
- Jason Alexander [7.13] – als Earl.
  - Een suïcidale kantooremployee die gebeld wordt door Phoebe tijdens haar telemarketingbaantje.
- Sasha Alexander [8.19] – als Shelley.
  - De journaliste die Joey interviewde voor het tijdschrift Soap Opera Digest over zijn rol als dr. Drake Ramoray in de soapserie Days of Our Lives.
- Christina Applegate [9.8, 10.5] – als Amy Green.
  - De zus van Rachel, die opvalt door haar tactloze eerlijkheid wanneer ze haar mening over mensen geeft. De andere Friends hebben haar eens gekenschetst als "Rachels slechte zus".
- Matthew Ashford – [9.20] als zichzelf. 
  - Hij speelt het personage Jack Harcourt Deveraux in Days of Our Lives.
  - Er komen meer acteurs uit Days of Our Lives voorbij in de serie, o.a. Alison Sweeney (elders in deze lijst te vinden) en Roark Critchlow, in de scene waarin Joey als Dr. Drake Ramoray in een liftschacht valt.
  - De vader van Jennifer Aniston, John Aniston, speelde in werkelijkheid in deze serie en vertolkte jarenlang de rol van slechterik Victor Kiriakis.
- Allisyn Ashley Arm [10.2] – als Leslie Buffay.
  - Een van de drieling van Frank Jr. en Alice
- Alexis Arquette [7.22] – als een ober/serveerster.
  - Zij bedient het publiek in de nachtclub in Las Vegas waar Chandlers vader zijn Viva Las Gaygas Show opvoert.
- David Arquette [3.3] – als Malcolm.
  - Ursula Buffay's ex-vriendje dat haar bleef stalken en Phoebe voor Ursula aanziet. In het echt is David de man van Courteney Cox (Monica) (daardoor later ook als Courteney Cox-Arquette, op de aftiteling en in de credits vermeld tijdens de titelsong).
- Hank Azaria [1.10, 7.11, 9.6, 9.22-23] – als David.
  - Phoebe's "langverloren geliefde", die gedurende de meeste afleveringen onderzoek doet in Minsk (de hoofdstad van Wit-Rusland die volgens de episode in Rusland ligt). Hij duikt weer op aan het einde van het 9e seizoen maar zijn relatie met Phoebe loopt stuk omdat Phoebe dan verliefd is op Mike.
- Bob Balaban [5.13] – als Frank Buffay Sr.
  - De vader van Phoebe en Ursula die Phoebe ontmoet bij de begrafenis van haar oma.
- Alec Baldwin [8.17-18] – als Parker
  - Een overdreven positieve enthousiaste kerel met wie Phoebe uitgaat.
- Helen Baxendale [4.14-19, 4.21-24, 5.1, 5.4, 5.6, 5.20 (voice)] – als Emily Waltham.
  - Ross' Britse vriendin, later zijn vrouw en kort daarna zijn ex-vrouw.
- Catherine Bell [2.6] – als Robin.
  - Een van de dames die Joey en Chandler ontmoeten in de bus wanneer ze op Ross' zoon Ben moeten passen.
- Selma Blair [9.10] – als Wendy
  - Chandlers collega in Tulsa (zij werd tweede bij de missverkiezing in Oklahoma).
- Richard Branson [4.23] – als 'De Verkoper'.
  - Een straatverkoper (van voornamelijk toeristische souvenirs) in Londen die Joey een hoed verkoopt.
- Paget Brewster [4.5, 4.6, 4.7, 4.8, 4.11, 4.13] – als Kathy.
  - Zij is de vriendin van Joey, maar wordt verliefd op Chandler (en hij op haar).
- Eddie Cahill [7.4, 7.5, 7.8, 7.9, 7.12, 7.14 en 8.2] – als Tag.
  - De zes jaar jongere assistent van Rachel met wie ze een relatie aangaat. Hij wordt even verdacht van het vaderschap van Rachels kind.
- Larry Joe Campbell [6.14] – bezoeker van Central Perk.
  - Hij denkt dat hij fan is van Phoebe, maar ziet haar aan voor haar tweelingzus Ursula, die later in de aflevering in pornofilms blijkt te acteren.
- Dan Castellaneta [2.12] – als 'De Dierenverzorger'.
  - Een dierenverzorger in de San Diego Zoo die Ross vertelt wat er werkelijk gebeurd is met zijn aap. Dan Castellanata is verder vooral bekend als de stem van Homer Simpson en andere karakters in animatieserie The Simpsons.
- Alexis, Paul, Justin and Cole Cimoch [6.5] – als Frank Jr. Jr., Leslie en Chandler Buffay
  - De drieling van Frank Jr. en Alice, die gedragen en gebaard zijn door Phoebe.
- George Clooney [1.17] – als dr. Michael Mitchell.
  - Een ziekenhuisarts die eerst Rachel behandelt en samen met collega-arts Jeffrey Rosen vervolgens een dubbeldate met Rachel en Monica heeft, en later ook Ross' aap Marcel behandelt.
- Tom Conti [4.24], [5.1] – als Stephen Waltham.
  - Emily's vader die probeert Jack Geller meer dan de helft van Ross' en Emily's bruiloft te laten betalen. Hij zegt in staat te zijn met zijn duim iemand te kunnen vermoorden.
- Jennifer Coolidge [10.3] – als Amanda.
  - Zij is de vervelende, oude vriendin van Monica Geller en Phoebe Buffay met een nep-Brits accent.
- Robert Costanzo [1.13] – als Joseph Tribbiani Sr.
  - De vader van Joey Tribbiani die een verhouding blijkt te hebben.
- Billy Crystal [3.24] – als Tim.
  - Een man die Central Perk inloopt met een vriend die gespeeld wordt door Robin Williams. Hij onthult op luide toon vlak naast de zes Friends dat hij met Williams vrouw naar bed geweest is. Dit optreden wordt beschouwd als een simpele publiciteitsstunt omdat alle andere beroemde gaststerren rollen kregen die belangrijk waren voor het verhaal,terwijl Crystal maar één keer in een openingsscène verschijnt voor één enkele grap die losstaat van het verhaal.[bron?]
- Kristin Davis [7.7] – als Erin.
  - Het meisje dat uitgaat met Joey en hem dumpt nadat hij haar leuk begint te vinden.
- E.G. Daily [3.14] – als Leslie.
  - Phoebe's voormalige zangpartner die terugkomt in de stad en het duo wil herenigen.
- Danny DeVito [10.11] – als Roy.
  - Een ongelukkige, mannelijke stripper die op Phoebe's vrijgezellenfeestje verschijnt.
- Tate Donovan [4.13, 4.14, 4.16, 4.18 en 4.20] – als Joshua Burgin
  - Een klant die kleren komt kopen bij Rachel, op wie ze meteen een oogje heeft.
- Morgan Fairchild [1.11, 5.8, 7.23-24, 8.1] – als Nora Tyler Bing.
  - Chandlers moeder, een liefdesromanschrijfster.
- Dakota Fanning [10.14] – als Mackenzie.
  - De jonge dochter van het gezin dat het huis woont waar Monica en Chandler gaan wonen en die Joey er van overtuigt dat hij blij voor ze moet zijn.
- Anna Faris [10.9, 10.13, 10.16, 10.19] – als Erica.
  - De moeder van Jack and Erica, de tweeling die door Monica en Chandler geadopteerd wordt.
- Jon Favreau [3.18-19, 3.21-25] – als Pete Becker.
  - Een miljonair en CEO van een softwarebedrijf die een relatie aangaat met Monica.
- Angela Featherstone [3.15-16] – als Chloe.
  - Een medewerkster van de copyshop met wie Ross naar bed is gegaan, toen de relatie van Ross en Rachel 'on a break' was ('op pauze' stond).
- Sherilyn Fenn [3.14] – als Ginger.
  - Chandlers vriendin met een houten been, een ex-vriendin van Joey. Joey probeert haar te ontlopen omdat hij haar kunstbeen per ongeluk in het haardvuur gegooid heeft.
- Sarah Ferguson [4.23] – als zichzelf.
  - De hertogin van York, die Joey in Londen op straat tegenkomt.
- Soleil Moon Frye [5.15] – als Katie.
  - Het meisje dat Joey slaat van de episodetitel The One with the Girl Who Hits Joey.

## Lijst G-L
- June Gable [2.10,2.19,3.22,5.10,6.4,6.21,7.19,8.22,10.4] – als Estelle Leonard.
  - Estelle is Joey's agent, een oudere vrouw die verslaafd is aan sigaretten. Ze verschijnt eerst in de serie in een andere rol als de assisterende verpleegster wanneer Carol een kind krijgt, en wederom nadat haar personage Estelle Leonard overleden is, nogmaals als een verpleegster wanneer Erica bevalt van Monica's en Chandlers adoptietweeling.
- Beverly Garland [1.18] – als tante Iris.
  - Monica's tante die Monica, Rachel en Phoebe leert pokeren.
- Teri Garr [3.25, 4.1, 4.11] – als Phoebe Abbott Sr.
  - De biologische moeder van Phoebe en Ursula.
- Willie Garson [5.15] – als Steve, de voorzitter van de huurdersvereniging.
  - Hij komt Ross $100 inleg vragen voor het afscheidskado van Howard de klusjesman. Als Ross niet wil meebetalen omdat hij er pas net woont is hij ineens niet meer gewenst in de flat.
- Kyle Gass [9.15] – als Lowell.
  - Lowel is een straatrover die Phoebe en Ross overvalt, maar blijkt dan een voormalige straatvriend van Phoebe te zijn.
- Melissa George [9.12, 9.13] – als Emma's oppas Molly.
- Maury Ginsberg [3.16] – als Isaac.
  - Isaac is een van de medewerkers van de copyshop.
- Todd Glass [5.23] – speelt een medepassagier in het vliegtuig waarmee Rachel en Ross naar Las Vegas vliegen.
- Paul Gleason [6.16] – als Jack.
  - Phoebe's baas in een alternatief leven van Phoebe.
- Adam Goldberg [2.17, 2.19] – als Eddie Minowick.
  - Eddie is de nieuwe huisgenoot van Chandlers nadat Joey een eigen appartement heeft betrokken en ontwikkelt zich tot een krankzinnige huisgenoot .
- Jeff Goldblum [9.15] – als Leonard Haze.
  - Leonard Haze is een befaamde regisseur bij wie Joey auditie doet voor een toneelstuk.
- Jill Goodacre [1.7] – als zichzelf.
  - Ze komt met Chandler vast te zitten in een ruimte voor geldautomaten bij een bank als overal de stroom uitvalt.
- Elliott Gould [1.2, 1.8, 1.17, 2.14, 2.16, 3.1, 4.24, 5.1, 5.8, 6.9, 7.2-3, 7.13-14, 7.24-25, 8.1, 8.18, 9.1, 10.4] – als Jack Geller.
  - Gould speelt een regelmatige terugkerende gastrol, de vader van Monica en Ross.
- Jennifer Grey [1.20] – als Mindy.
  - Rachels bruidsmeisje die later met Rachels ex-verloofde Barry Farber trouwt.
- Jessica Hecht [1.2, 1.9, 1.12, 1.14, 1.16, 1.23, 2.2, 2.11, 2.20, 3.4, 4.18, 6.16] – als Susan Bunch
  - De vriendin en later vrouw van Carol Willick (de ex-vrouw van Ross).
- Charlton Heston [4.14] – als zichzelf.
  - Joey speelt mee in een film waarin Heston de hoofdrol speelt.
- Alexandra Holden [6.18-19, 6.21, 6.22, 6.24] – als Elizabeth Stevens.
  - Een studente waar Ross een korte tijd een relatie mee heeft.
- Helen Hunt [1.16] – als Jamie Buchman.
  - Hunt herhaalt haar rol in "Mad About You", waarin Lisa Kudrow Ursula Buffay speelt, de zus van Phoebe.
- Chrissie Hynde [2.6] – als Stephanie Schiffer.
  - Stephanie is een professionele gitariste die ingehuurd wordt om in Central Perk te spelen.
- Chris Isaak [2.12] – als Rob Donnen.
  - Isaak, die Rob Donnen speelt, vraagt Phoebe liedjes te zingen en spelen voor kinderen.
- Gregory Itzin [9.7, 10.12] – als Theodore Hannigan.
  - Theodore Hannigan is de vader van Phoebe's vriendje Mike, en verschijnt in een aflevering waarin Phoebe kennismaakt met de ouders van Mike. Deze mensen zijn puissant rijk en  weten niet hoe ze met Phoebe en haar achtergrond moeten omgaan. Ook Phoebe voelt zich niet echt op haar gemak bij deze mensen.
  - Later is hij te zien bij de bruiloft van Mike en Phoebe, waar hij Mike's moeder gedrogeerd heeft om haar te laten komen.
- Penn Jillette [4.3] – als 'encyclopedieënverkoper' (bekend van het duo Penn & Teller).
  - Probeert Joey een (volledige) encyclopedie te verkopen, maar verkoopt uiteindelijk maar één deel omdat Joey alleen genoeg geld blijkt te hebben voor één boek.
- Greg Kinnear [10.6] – Benjamin Hobart.
  - Greg is Charlies ex., die haar uiteindelijk toch weer voor zich terugwint terwijl zij dan een relatie met Ross heeft.
- Ralph Lauren [6.8] – als zichzelf.
- Hugh Laurie [4.24] – als vliegtuigpassagier.
  - Hij zit gedurende de hele vlucht naast Rachel wanneer ze naar Londen vliegt om Ross te vertellen dat ze van hem houdt.
- Phil Leeds [2.11] – Weduwnaar van de massageklant.
  - Haar geest trekt in Phoebes lichaam nadat ze overlijdt op de massagetafel, zodat Phoebe zich als haar, de overleden vrouw van de weduwnaar, gaat gedragen.
- Ron Leibman [2.22, 3.7, 8.8, 10.13] – als dr. Leonard Green.
  - Chirurg en de vader van Rachel Green, die hoge eisen stelt aan zijn dochter(s) en diens partners.
- Jay Leno [1.11] – als zichzelf
  - Leno interviewt Chandlers moeder naar aanleiding van haar nieuwste liefdesroman.
- Jon Lovitz [1.15, 9.14] – als Steve.
  - In episode 1.15 is hij de stoned restauranteigenaar op wie Monica probeert indruk te maken. In episode 9.14 is hij de nu failliete restauranteigenaar met wie Rachel een blind date heeft, gearrangeerd door Phoebe, die hem aan Monica voorgesteld had.

## Lijst M-R
- Elle Macpherson [6.7-11] – als Janine Lecroix.
  - De nieuwe, aantrekkelijke huisgenote van Joey nadat Chandler bij Monica intrekt.
- Louis Mandylor [6.17] – als Carl.
  - Joey huurt hem in om zijn tweelingbroer te spelen zodat hij in aanmerking komt voor een tweelingenonderzoek.
- Sierra Marcoux [10.2] – als Chandler Buffay.
  - Een van de drieling van Frank Jr. en Alice.
- Dina Meyer [3.19, 3.20, 3.22] – als Kate.
  - Een collega-actrice van Joey.
- Kevin McDonald [3.23] – als Guru Saj.
  - Hij geneest Ross van zijn 'aandoening' die op zijn onderrug is gegroeid.
- Sofia Milos [1.6] – als Aurora.
  - Chandlers date, die getrouwd is maar massa's vriendjes heeft.
- Dermot Mulroney [9.11-13] – als Gavin Mitchell.
  - Rachels vervanger wanneer zij ouderschapsverlof heeft.
- Arden Myrin [8.7] – als Brenda.
  - Monica's schoonmaakster die door Monica verdacht wordt van het stelen van haar kleding.
- Gary Oldman [7.23-24] – als Richard Crosby.
  - Speelt een beroemde maar dronken acteur met wie Joey in een film speelt op de dag dat Monica en Chandler trouwen.
- Donny Osmond [10.11] – als zichzelf.
  - hij is (op dat moment) de quizmaster van de spelshow Pyramid waaraan Joey meedoet.
- Dante Pastula [10.2] – als Frank Buffay Jr. Jr.
  - Een van de drieling van Frank Jr. en Alice.
- Sean Penn [8.6-7] – als Eric, Ursula's verloofde.
  - Hij denkt dat Ursula een weldoenster is. Phoebe vertelt hem wat ze over haar zuster weet.
- John Bennett Perry [4.18] – als de heer Burgin.
  - De vader van Rachels date Joshua.
- Christina Pickles [1.2, 1.8, 1.17, 2.14, 2.16, 3.1, 4.24, 5.1, 5.8, 6.9, 7.2-3, 7.13-14, 7.24-25, 8.1, 8.18, 9.1, 10.4] – als Judy Geller.
  - Pickles speelt een regelmatige terugkerende gastrol, de moeder van Monica en Ross.
- Brad Pitt [8.9] – Will Culvert.
  - Een schoolvriend van Ross die Rachel haat. Tijdens de opnames van de aflevering waren Brad Pitt en Jennifer Aniston getrouwd.
- Ellen Pompeo [10.11] – als Missy Goldberg.
  - Ross en Chandler waren beiden verliefd op haar op de universiteit. Ross vraagt haar uit wanneer hij haar weer ontmoet tijdens een reünie.
- Freddie Prinze jr. [9.6] – als Sandy.
  - Een gevoelige, mannelijke babysitter van Emma, de dochter van Rachel en Ross.
- Emily Procter [2.2] – als Annabel.
  - Zij is Joey's collega in het warenhuis waar hij kortstondig een baantje heeft.
- Luis Antonio Ramos [10.3] – als tanningsalon-medewerker.
  - Ross bezoekt deze salon (vanwege het resultaat bij Monica), maar volgt de instructies van de medewerker niet goed op.
- Michael Rapaport [5.16-17, 15.20-21] – Gary, een politieagent in burgerkleding.
  - Phoebe vindt de penning van deze agent, krijgt een relatie met hem en gaat zelfs met hem samenwonen. Ross, Chandler en Joey gaan een keer met hem mee op nachtpatrouille.
- Leah Remini [1.23] – als Lydia.
  - Een alleenstaande moeder die een kind baart in het ziekenhuis en daar bij toeval wordt bijgestaan door Joey.
- Giovanni Ribisi [2.6, 2.21, 3.5, 3.18, 4.11-12, 4.17, 5.3, 10.2] – als Frank Buffay Jr.
  - Ribisi is een terugkerend personage, Phoebe's halfbroer. Phoebe stemt erin toe dat zij draagmoeder wordt voor Frank en zijn vrouw, Alice Knight. Hij verscheen ook in een eerdere episode als een tiener die per ongeluk een condoom in Phoebe's gitaarhoes gooit wanneer zij buiten Central Perk speelt.
- Denise Richards [7.19] – als Cassie Geller.
  - Cassie is een nicht van Ross en Monica. Ross voelt zich – net als Chandler eerder – erg tot zijn nicht aangetrokken, wat leidt tot ongepaste situaties.
- Julia Roberts [2.13] – als Susie Moss.
  - Roberts speelt een vrouw die in Chandlers klas heeft gezeten. Hij heeft haar rok 20 jaar geleden omhoog getrokken waardoor ze langdurig een vervelende bijnaam had. Ze veinst interesse voor Chandler om hem terug te pakken.
- Rebecca Romijn [4.6] – als Cheryl
  - De "dirty girl" uit de episodetitel The One with the Dirty Girl; ze heeft een date met Ross.
- Isabella Rossellini [3.5] – als zichzelf.
  - Ross heeft haar op zijn lijstje staan met beroemde vrouwen waarmee hij mag daten terwijl hij een relatie heeft met Rachel. Hij ontmoet haar in Central Perk, net nadat hij haar van het lijstje had geschrapt.
- Paul Rudd [9.3-4, 9.6-7, 9.9, 9.12-13, 9.16-17, 9.23-24, 10.1, 10.5, 10.7, 10.12, 10.14, 10.19] – als Mike Hannigan.
  - Phoebe's vriend en uiteindelijk haar man.
- Debra Jo Rupp [3.18, 4.11-12, 4.17-18, 5.3] – als Alice Knight.
  - De voormalige lerares 'huishoudkunde' (waarop hij verliefd is geworden) en latere vriendin en vrouw van Frank Buffay Jr. en schoonzus van Phoebe Buffay.
- Winona Ryder [7.20] – als Melissa Warburton.
  - Een meisje uit de studentenvereniging van Rachel waar zij indertijd als studente mee gekust heeft.

## Lijst S-Z
- Susan Sarandon [7.15] – als soapster Cecilia Monroe speelt het personage Jessica Lockhart.
  - Joey's personage in Days of our Lives krijgt haar hersenen en ontwaakt uit een coma.
- Jennifer Saunders [4.24, 5.1] – als Andrea Waltham, de moeder van Emily Waltham.
  - Saunders speelt Ross' schoonmoeder.
- Tom Selleck [2.15-16, 2.18, 2.20, 2.23-24, 3.13, 6.24-25] – als dokter Richard Burke.
  - Selleck speelt een oude vriend van de familie die een feestje geeft waarbij Monica de catering moet doen. Burke en Monica worden verliefd op elkaar (ondanks het grote leeftijdsverschil) en Selleck vervult een regelmatig terugkerende gastrol als Monica's vriend.
- Harry Shearer [1.21] – Dokter Baldharar.
- Charlie Sheen [2.23] – als Ryan.
  - Ryan is een marineofficier die na een lange afwezigheid eindelijk weer afspreekt met Phoebe, net terwijl ze waterpokken heeft. Hij krijgt zelf ook waterpokken.
- Brooke Shields [2.12] – als Erika Ford.
  - Shields speelt een fan die Joey zijn eerste fanmail stuurt. Ze gelooft dat Joey echt Dr. Drake Ramoray is, Joey's personage in Days of our Lives.
- Marla Sokoloff [8.10] – als Dina Tribbiani.
  - Een van Joey's zussen die zwanger is geraakt en Rachel om hulp vraagt.
- Bonnie Somerville [8.01, 8.05-06, 8.08, 8.11, 8.15, 8.17] – als Mona, Ross' vriendin tijdens Rachels zwangerschap van zijn kind.
- Brent Spiner [10.14] – als Campbell.
  - Campbell is een headhunter met wie Rachel tijdens een lunch in een restaurant een sollicitatiegesprek heeft voor een baan bij Gucci. Rachel verliest hierdoor haar baan bij Ralph Lauren, omdat haar baas ook in hetzelfde restaurant één tafel verderop zit te lunchen en ziet en hoort dat ze een gesprek heeft met Campbell. Ze krijgt uiteindelijk de baan bij Gucci ook niet.
- Cole Sprouse – als Ben (meerdere afleveringen).
  - Ben is de zoon van Ross en zijn (lesbische) ex-echtgenote Carol.
- John Stamos [9.22] – Zach.
  - Zach is Chandlers collega, in wie Monica en Chandler geïnteresseerd zijn als spermadonor nadat bleek dat Chandlre en Monica samen geen kinderen konden verwekken.
- Ben Stiller [3.22] – Tommy.
  - Hij speelt een vriendje van Rachel. In gezelschap is hij charmant, daarbuiten schreeuwt hij tegen mensen en dieren die hem niet aanstaan.
- Alison Sweeney [7.18] als Jessica Ashley.
  - Een actrice die een personage speelt in de soapserie Days of our Lives en een prijs wint maar die niet wil aannemen.
- Christine Taylor [3.24-25, 4.1] – als Bonnie. Ze is eventjes de vriendin van Ross. Uit jaloezie adviseert Rachel haar om haar hoofd kaal te scheren. Bonnie doet dat.
- Lea Thompson [2.6] – als Caroline Duffy.
  - Een vrouw op straat die door Joey en Chandler op de dag dat zij op Ben moeten passen uitgenodigd wordt om Bens hoofd te ruiken.
- Kathleen Turner [7.22-24] – Charles Bing.
  - Beter bekend als 'Helena Handbasket'. De vader van Chandler; homoseksueel en travestiet/drag queen.
- Aisha Tyler – [9.20-24, 10.1-2, 10.5-6] als dr. Charlie Wheeler.
  - Charlie, een professor in paleontologie, wordt Joey's vriendin. Joey is daarmee Ross vóór, die zich ook toe aangetrokken voelt tot Charlie.
- Gabrielle Union [7.17] – als Kristin Leigh.
  - Een nieuwe bewoner van de Friendsbuurt, met wie Ross en Joey tegelijkertijd uitgaan.
- Brenda Vaccaro [1.13] – Gloria Tribbiani
  - Gloria Tribbiani is Joey's moeder, getrouwd met Joey Tribbiani Sr. (de vader van Joey).
- Jean-Claude Van Damme [2.13] – als zichzelf.
  - Van Damme speelt zichzelf als een acteur die speelt in een fictief vervolg op Outbreak. Monica en Rachel willen proberen beiden een date met hem te krijgen door elkaar de loef af te steken.
- Michael Vartan [4.8] als Timothy Burke.
  - Timothy is de zoon van Richard Burke (Tom Selleck) en net als zijn vader oogarts. Monica gaat even met hem uit nadat hij haar ogen heeft behandeld toen hij de (weekend)dienst voor zijn vader waarnam.
- Angela Visser [1.19] als The Hot Hot Girl.
  - Chandler en Joey vragen haar of zij en haar huisgenote Marcel gezien hebben toen hij kwijt was. Haar verwarming is kapot en ze vraagt de jongens of ze weten hoe je radiatoren moet repareren.
- Mitchell Whitfield [1.1,1.18-19,2.24,6.15-16] – als Barry Farber.
  - Rachels ex-verloofde en een orthodontist, een terugkerend personage.
- Fred Willard [2.12] – als directeur van de San Diego Zoo.
  - Wanneer Ross op zoek gaat naar zijn voormalige huisdier, de aap Marcel, vertelt de directeur (onterecht) dat zijn aap Marcel dood is.
- Robin Williams [3.24] – als Tomas.
  - De man in Central Perk die luid tegenover zijn vriend Tim (gespeeld door Billy Crystal) klaagt over zijn leven. Dit optreden wordt beschouwd als een simpele publiciteitsstunt omdat alle andere beroemde gaststerren rollen kregen die belangrijk waren voor het verhaal, terwijl Williams maar één keer in een openingsscène verschijnt voor één enkele grap die losstaat van het verhaal.[bron?]
- Bruce Willis [6.21-23] – als Paul Stevens.
  - De vader van de studente Elisabeth, Ross' vriendin; hij heeft tegelijkertijd ook enige tijd een relatie met Rachel.
- Reese Witherspoon [6.13-14] – als Jill Green.
  - Rachels jongste zusje, die een relatie aangaat (of doet alsof) met Ross Geller om Rachel te irriteren.
- Noah Wyle [1.17] – als dr. Jeffrey Rosen.
  - Een collega-arts van George Clooneys personage, dokter Michael Mitchell; Rosen en Mitchell hebben later een dubbeldate met Monica en Rachel.
- Steve Zahn [2.4] – als Duncan.
  - Phoebe's homoseksuele echtgenoot (en kunstschaatser), met haar getrouwd omwille van een verblijfsvergunning, maar die uiteindelijk heteroseksueel blijkt te zijn en dan van Phoebe wil scheiden zodat hij kan trouwen met de vrouw van wie hij houdt.

Bedenkers: Marta Kauffman · David Crane 

Friends: Rachel Green (Jennifer Aniston) · Monica Geller (Courteney Cox) · Ross Geller (David Schwimmer) · Phoebe Buffay (Lisa Kudrow) · Chandler Bing (Matthew Perry) · Joey Tribbiani (Matt LeBlanc)

Nevenpersonages: Gunther (James Michael Tyler) · Janice Litman-Goralnick (Maggie Wheeler) · Mike Hannigan (Paul Rudd) · Ben Geller (Cole Sprouse) · Jack Geller (Elliott Gould) · Judy Geller (Christina Pickles)

Titelsong: The Rembrandts - I'll Be There for You 

Spin-off: Joey (afleveringen)

Overig: Central Perk · gastrollen · afleveringen